# Scapteromys
Scapteromys es un género de roedores de la familia Cricetidae. Sus 3 especies son denominadas comúnmente ratas acuáticas o ratas del pajonal y habitan en el Cono Sur de Sudamérica. 

## Taxonomía
Este género fue descrito originalmente en el año 1837 por el naturalista inglés George Robert Waterhouse.
Caracterización y relaciones filogenéticas
Scapteromys está relacionado con los géneros Bibimys y Kunsia.
Subdivisión
Este género está integrado por 3 especies: 
- Scapteromys aquaticus Thomas, 1920[3] (cariotipo 2n = 32)
- Scapteromys meridionalis F. M. Quintela, G. L. Goncalves, S. L. Althoff, I. J. Sbalqueiro, L. F. B. Oliveira, T. R. O. de Freitas, 2014 (cariotipo 2n = 34/36)
- Scapteromys tumidus Waterhouse, 1837 (cariotipo 2n = 24)

## Distribución geográfica y hábitat
Sus especies se distribuyen en ambientes acuáticos y cercanías en el norte de la Argentina, sudeste del Brasil, Paraguay y Uruguay.